# 1830m
『1830m』（せんはっぴゃくさんじゅうメートル）は、AKB48の2枚目のオリジナルアルバム。2012年8月15日にキングレコードから発売された。

## 概要
キャッチコピーは、「そして、少女たちは次の夢を見る」。
DISC 1はシングル曲と劇場盤のみに収録されていたカップリング曲が中心に収録されており、DISC 2は主に新曲やCD初収録曲が中心に収録される。2012年8月24日から8月26日にかけて開催されたAKB48初の東京ドーム公演、及びその翌日にAKB48劇場の公演をもってグループを卒業の前田敦子の記念碑的作品でもある。
2012年7月16日にマリンメッセ福岡で開催された握手会イベントにてタイトルが発表された。タイトルの「1830m」はAKB48劇場から東京ドームまでの直線距離に由来している。収録されている34曲全ての作詞は総合プロデューサーの秋元康が、楽曲の編曲は野中"まさ"雄一がほぼ半数を担当。
本アルバムの初回出荷枚数は150万枚であり、前作『ここにいたこと』の110万枚を上回る過去最高の初回出荷枚数を記録した。このことについて、レコード会社の関係者は「（2012年8月）24日からの東京ドーム公演や、エース前田敦子の卒業を前にして、アルバムへの期待も高まっており、店頭での予約注文が順調に増えているため」としている。

## チャート成績
『1830m』はオリコンデイリーアルバムチャートにおいて、発売前日ではなく2日前の2012年8月13日付で初登場しており、同日付で推定売上枚数約62万5000枚を記録して1位にランクインした。
その後、2012年8月27日付オリコン週間アルバムチャートで初登場1位を記録した。AKB48のアルバムとしては通算3作目の1位である。初動売上は約87万1000枚に達し、AKB48のアルバムで最も高い初動売上を記録した。アルバムで初動80万枚を突破したのはEXILE『EXILE BALLAD BEST』（約94万4000枚）以来約3年8か月ぶりであり、オリジナルアルバムではケツメイシ『ケツノポリス4』（約94万8000枚）以来約7年1か月ぶり、更に女性グループのオリジナルアルバムではSPEED『RISE』（約131万8000枚）以来約14年4か月ぶり（かつAKB48が史上2組目の達成）である。
同チャートでは翌週の2012年9月3日付でも1位となり、2週連続1位を記録した。AKB48の作品の2週連続1位はシングル・アルバムを通じて初である。女性グループによるアルバムが2週連続1位を記録したのは女子十二楽坊『女子十二楽坊 〜Beautiful Energy〜』以来約9年0か月ぶりであり、初登場からの2週連続に限ると前述のSPEED『RISE』以来である。集計2週目の売上は約6万4000枚であり、これにより累積売上が90万枚を突破した。女性アーティストのオリジナルアルバムにおいて、発売2週目までに90万枚を突破したのは浜崎あゆみ『RAINBOW』以来約9年8か月ぶりである。
さらに、同チャートでは集計5週目となる2012年9月24日付で累積売上が約100万2000枚となり、ミリオンセラーを達成した。オリジナルアルバムのミリオンセラー達成は嵐『僕の見ている風景』以来約1年11か月ぶり（女性グループのものに限ると女子十二楽坊『女子十二楽坊 〜Beautiful Energy〜』以来約8年11か月ぶり）であり、2012年内では初である。また、AKB48は同年、本作の達成以前にシングル3作品でミリオンセラーを達成しており、同一年にシングル・アルバムともにミリオンセラーを達成したのは浜崎あゆみ（2002年にシングル「H」、アルバム『I am...』で達成）以来10年ぶりである。

## 収録曲
シングル曲の序数は配信限定シングルだった『Baby! Baby! Baby!』を含むメジャーシングルの通算数。ただし、配信限定の「誰かのために -What can I do for someone?-」はシングル曲としての配信ではないため含まれない。2012年5月23日発売の「真夏のSounds good !」はカップリング曲を含め未収録。

### 通常盤
ジャケット写真（表・上段左から）：渡辺麻友・小嶋陽菜・前田敦子・板野友美・篠田麻里子 （下段）松井珠理奈・柏木由紀・高橋みなみ・大島優子・指原莉乃
ジャケット写真（裏・上段左から）：峯岸みなみ・河西智美・島崎遥香・横山由依・北原里英 （下段）山本彩・梅田彩佳・渡辺美優紀・宮澤佐江・松井玲奈・高城亜樹
CD（DISC1）
1. ファースト・ラビット  [4:49]
（作詞：秋元康、作曲・編曲：楊慶豪）
  - 2012年9月7日の『ミュージックステーション』で披露されている[注 4]。
  - 映画『DOCUMENTARY of AKB48 Show must go on 少女たちは傷つきながら、夢を見る』主題歌
  - NOTTV『AKB48のあんた、誰?』オープニング・テーマ[注 5]
  - 第4回選抜総選挙でのチームAテーマ曲
  - NHK-Eテレ『いじめをノックアウト』オープニングテーマ曲[11]。
2. 黄金センター [3:50] - チーム研究生
（作詞：秋元康、作曲：飯田建彦、編曲：野中“まさ”雄一、ギター演奏：堀崎翔）
  - 20thシングル劇場盤カップリング曲
3. ミニスカートの妖精 [3:59] - 伊豆田莉奈、サイード横田絵玲奈、平田梨奈
（作詞：秋元康、作曲：フジノタカフミ、編曲：原田ナオ）
  - オリジナルは派生ユニット「ミニスカート」の楽曲
  - チームA 6th Stage「目撃者」前座曲
4. 上からマリコ [4:39]
（作詞：秋元康、作曲：川浦正大、編曲：生田真心）
  - 24thシングル表題曲
5. アンチ [4:11] - チーム研究生
（作詞：秋元康、作曲・編曲：ツキダタダシ）
  - 21stシングル劇場盤カップリング曲
6. 檸檬の年頃 [4:00] - 小林茉里奈、名取稚菜、佐々木優佳里、武藤十夢
（作詞：秋元康、作曲：すみだしんや、編曲：野中“まさ”雄一）
  - チームK 6th Stage「RESET」前座曲
7. 恋愛総選挙 [3:32] - YM7
（作詞：秋元康、作曲：平野友義、編曲：原田ナオ）
  - バンダイナムコゲームス『AKB 1/149 恋愛総選挙』「フリきれるか!? 優子C 編」「フリきれるか!? 麻友B 編」「フリきれるか!? 珠理奈A 編」CMソング
8. 野菜占い [3:51] - 野菜シスターズ
（作詞：秋元康、作曲：TANATONOTE、編曲：武藤星児）
  - 22ndシングル劇場盤カップリング曲
9. Everyday、カチューシャ [5:14]
（作詞：秋元康、作曲・編曲：井上ヨシマサ）
  - 21stシングル表題曲
10. 走れ!ペンギン [4:04] - チーム4
（作詞：秋元康、作曲：織田哲郎、編曲：野中“まさ”雄一）
  - 24thシングル劇場盤カップリング曲
11. ロマンスかくれんぼ [3:25] - 大森美優
（作詞：秋元康、作曲：佐藤準、編曲：野中“まさ”雄一）
  - チームB 5th Stage「シアターの女神」前座曲
12. 蕾たち [3:43] - チーム4+研究生
（作詞：秋元康、作曲：伊藤心太郎、編曲：野中“まさ”雄一）
  - 23rdシングル劇場盤カップリング曲
13. ユングやフロイトの場合 [4:29] - スペシャルガールズC
（作詞：秋元康、作曲：酒井康男、編曲：野中“まさ”雄一）
  - 25thシングル劇場盤カップリング曲
14. フライングゲット [4:16]
（作詞：秋元康、作曲：すみだしんや、編曲：生田真心）
  - 22ndシングル表題曲
15. 風は吹いている [3:42]
（作詞：秋元康、作曲：河原嶺旭、編曲：河原嶺旭・野中“まさ”雄一）
  - 23rdシングル表題曲
16. 桜の木になろう [5:31]
（作詞：秋元康、作曲：横健介、編曲：野中“まさ”雄一）
  - 20thシングル表題曲
17. GIVE ME FIVE! [5:00]
（作詞：秋元康、作曲：笹渕大介、編曲：野中“まさ”雄一）
  - 25thシングル表題曲

CD（DISC2）
1. Hate [3:06] - チームA
（作詞：秋元康、作曲：小形誠、編曲：若田部誠）
2. プラスティックの唇 [4:10] - 篠田麻里子
（作詞：秋元康、作曲・編曲：津波幸平）
3. 思い出のほとんど [6:43] - 高橋みなみ、前田敦子
（作詞：秋元康、作曲：すみだしんや、編曲：華原大輔）
4. 家出の夜 [4:51] - チームK
（作詞：秋元康、作曲：粟津彰、編曲：野中“まさ”雄一）
5. スキャンダラスに行こう! [3:24] - 小嶋陽菜、大島優子
（作詞：秋元康、作曲・編曲：Sungho）
6. ノーカン [4:20] - チームB
（作詞：秋元康、作曲：杉山勝彦、編曲：杉山勝彦・有木竜郎）
7. アボガドじゃね〜し･･･ [4:00] - 渡辺麻友、指原莉乃
（作詞：秋元康、作曲：渡辺和紀、編曲：武藤星児）
8. 直角Sunshine [3:59] - チーム4
（作詞：秋元康、作曲：森谷康昭、編曲：板垣祐介）
9. 僕たちは 今 話し合うべきなんだ [4:24] - 板野友美、柏木由紀
（作詞：秋元康、作曲・編曲：杉山勝彦）
10. さくらんぼと孤独 [4:39] - 研究生
（作詞：秋元康、作曲：西村華、編曲：浅野尚志）
11. 大事な時間 [4:24]
（作詞：秋元康、作曲・編曲：若田部誠）
  - アサヒ飲料『WONDA 金の微糖』「かがやく歌声編」CMソング
12. いつか見た海の底 [3:56] - Up-and-coming girls
（作詞：秋元康、作曲・編曲：小澤正澄）
13. ぐ〜ぐ〜おなか [4:01]
（作詞：秋元康、作曲：藤本藍、編曲：武藤星児）
  - 農林水産省『めざましごはん』「セリフのリレー篇」CMソング
14. やさしさの地図 [4:26]
（作詞：秋元康、作曲・編曲：杉山勝彦）
  - 日本赤十字社『赤十字を知ってほしい。もっと。』「赤十字を考える。対話 赤十字マーク篇」「赤十字を考える。対話 事業篇」「赤十字を考える。対話 活動資金篇」CMソング
15. 行ってらっしゃい [5:27]
（作詞：秋元康、作曲：杉山勝彦、編曲：野中“まさ”雄一）
  - アサヒ飲料『WONDA モーニングショット』「メッセージ編」CMソング
16. 青空よ 寂しくないか? [4:51] - AKB48+SKE48+NMB48+HKT48
（作詞：秋元康、作曲：宮島律子、編曲：野中“まさ”雄一）
17. 桜の花びら〜前田敦子 solo ver.〜 [5:24] - 前田敦子
（作詞：秋元康、作曲：上杉洋史、編曲：野中“まさ”雄一）
  - 前田敦子がソロ歌唱した「桜の花びらたち」を収録

DVD
- 振り付け映像

1. Everyday、カチューシャ（センター：伊豆田莉奈）
2. フライングゲット（センター：小森美果）
3. 風は吹いている（センター：伊豆田莉奈）
4. 上からマリコ（センター：松井咲子）

仕様
- 豪華BOX&デジパック

特典
- B2サイズポスター（有無は店舗およびECサイトによって異なる）
- 写真集48P
- 生写真1枚（ランダム）
- 『Music Video Request 2012』投票用シリアルナンバーカード（期間限定封入）

### 劇場盤
CD（DISC1）
1. ファースト・ラビット
2. 黄金センター - チーム研究生
3. ミニスカートの妖精 - 伊豆田莉奈、サイード横田絵玲奈、平田梨奈
4. 上からマリコ
5. アンチ - チーム研究生
6. 檸檬の年頃 - 小林茉里奈、名取稚菜、佐々木優佳里、武藤十夢
7. 恋愛総選挙 - YM7
8. 野菜占い - 野菜シスターズ
9. Everyday、カチューシャ
10. 走れ!ペンギン - チーム4
11. ロマンスかくれんぼ - 大森美優
12. 蕾たち - チーム4+研究生
13. ユングやフロイトの場合 - スペシャルガールズC
14. フライングゲット
15. 風は吹いている
16. 桜の木になろう
17. GIVE ME FIVE!

CD（DISC2）
通常盤に収録された楽曲のうち、「大事な時間」「ぐ〜ぐ〜おなか」「やさしさの地図」「行ってらっしゃい」が収録されていない。
1. Hate - チームA
2. プラスティックの唇 - 篠田麻里子
3. 思い出のほとんど - 高橋みなみ、前田敦子
4. 家出の夜 - チームK
5. スキャンダラスに行こう! - 小嶋陽菜、大島優子
6. ノーカン - チームB
7. アボガドじゃね〜し･･･ - 渡辺麻友、指原莉乃
8. 直角Sunshine - チーム4
9. 僕たちは 今 話し合うべきなんだ - 板野友美、柏木由紀
10. さくらんぼと孤独 - 研究生
11. いつか見た海の底 - Up-and-coming girls
12. 青空よ 寂しくないか? - AKB48+SKE48+NMB48+HKT48
13. 桜の花びら〜前田敦子 solo ver.〜 - 前田敦子

仕様
- 通常盤とは異なるジャケット

特典
- 両面仕様オリジナル着せ替えジャケット10枚
- 個別握手会&写真会参加券
- メンバー個別生写真1枚（ランダム）

## 選抜メンバー
所属チームは発売時点

### ファースト・ラビット
（センター：大島優子、前田敦子）
- チームA：小嶋陽菜、篠田麻里子、高城亜樹、高橋みなみ、前田敦子
- チームK：板野友美、大島優子、峯岸みなみ、横山由依
- チームB：柏木由紀、北原里英、渡辺麻友
- チーム4：大場美奈、島崎遥香、山内鈴蘭
- HKT48 チームH：指原莉乃
シングル表題曲と同じく16名での歌唱。25thシングル「GIVE ME FIVE!」時点でシングル選抜経験のない大場・島崎と同作では選抜から外れていた山内鈴蘭が選ばれ、同作選抜メンバーの宮澤佐江・河西智美は選ばれていない（SKE48の松井珠理奈・松井玲奈とNMB48の山本彩は除外）。

### 恋愛総選挙
「YM7」名義
（センター：指原莉乃）
- チームA：高城亜樹
- チームB：河西智美、小森美果、佐藤すみれ、宮崎美穂
- チーム4：竹内美宥
- HKT48 チームH：指原莉乃

### 大事な時間
- チームA：小嶋陽菜、篠田麻里子、高橋みなみ、前田敦子
- チームK：板野友美、大島優子
- チームB：柏木由紀、渡辺麻友

### いつか見た海の底
「Up-and-coming girls」名義
（センター：渡辺麻友、松井珠理奈）
- チームB：渡辺麻友
- チーム4：入山杏奈、加藤玲奈、川栄李奈、島崎遥香
- 研究生：大島涼花
- SKE48 チームS / AKB48 チームK：松井珠理奈
- SKE48 チームS：木﨑ゆりあ、矢神久美
- SKE48 チームE：木本花音
- NMB48 チームN / AKB48 チームB：渡辺美優紀
- NMB48 チームN：山田菜々
- NMB48 チームM：城恵理子
- HKT48 チームH：兒玉遥、菅本裕子、宮脇咲良
大島涼花は13期生としては初となるCD参加となる。菅本・宮脇はAKB48の収録楽曲には初の参加。

### ぐ〜ぐ〜おなか
- チームA：岩佐美咲、前田敦子、前田亜美
- チームK：仁藤萌乃、藤江れいな
- チームB：石田晴香、小森美果、佐藤亜美菜、佐藤すみれ

### やさしさの地図
- チームA：篠田麻里子、高橋みなみ
- チームK：横山由依
- チームB：柏木由紀
- チーム4：入山杏奈、加藤玲奈、島崎遥香
- SKE48 チームS：木﨑ゆりあ
- NMB48 チームM：城恵理子
- HKT48 チームH：兒玉遥

### 行ってらっしゃい
- チームA：小嶋陽菜、篠田麻里子、高城亜樹、高橋みなみ、前田敦子
- チームK：板野友美、大島優子、峯岸みなみ、横山由依
- チームB：柏木由紀、渡辺麻友
- HKT48 チームH：指原莉乃